# Богомягков, Степан Николаевич
Степан Николаевич Богомягков (7 [19] декабря 1890 — 15 сентября 1966) — советский военный деятель, участник Первой мировой войны и Гражданской войны в России, комкор.

## Биография
Родился 7 (19) декабря 1890 года в с. Богомягково Оханского уезда Пермской губернии (ныне Осинский городской округ Пермского края) в семье земского фельдшера Николая Мироновича Богомягкова 1861 года рождения, который был уволен в запас из армии в чине младшего фельдшера, и его жены Анастасии Тимофеевны (Ширинкиной), оба православные. Крёстным отцом его был двоюродный брат, уволенный в запас флота машинный квартирмейстер, Николай Васильевич Ширинкин (сын Василия Тимофеевича Ширинкина) из деревни Кочебашевой. Также двое братьев деда Степана Николаевича Богомягкова — Иван и Николай были отданы в рекруты в годы Крымской войны. Таким образом, отец, двоюродный брат и братья деда Богомягкова были связаны с воинским ремеслом.
Детство провёл в Беляевке, где окончил земскую сельскую школу. В 1904 году окончил Оханское городское 4-классное училище. Некоторое время работал табельщиком на пристани Ерзовка Оханского уезда. В 1906 учился в Перми на педагогических курсах, затем окончил Казанский учительский институт, а в 1911 г. — Историко-филологический институт в Санкт-Петербурге. До 1914 г. работал учителем в поселке Нытва и городе Оханске.
В августе 1914 г. мобилизован в Русскую императорскую армию. Обучался во 2-й Омской школе прапорщиков и в мае 1915 г. произведен в прапорщики. По неподтвержденным данным окончил ускоренный курс Иркутского военного училища. Был назначен младшим офицером роты в 20-й Сибирский стрелковый полк (г. Омск; 3-я Сибирская стрелковая запасная бригада Омского военного округа), в котором служил до декабря 1917 г., последовательно занимая должности командира роты, начальника пулеметной команды полка и командира батальона. В 1916 году обучался на штабных курсах Северного фронта. Участник Первой мировой войны на Северном фронте. В декабре 1917 г. получил отпуск и прибыл на родину в Оханск, где был привлечен к советской работе — до ноября 1918 г. возглавлял школьный политотдел Оханского уездного исполкома, был заместителем редактора уездной газеты и одновременно преподавал зоологию и ботанику в женской гимназии.
В октябре 1918 г. работа четвёртого Оханского уездного съезда Советов была прервана неожиданным известием: между селами Андреевка и Черновское эсеровские мятежники прорвали фронт и двинулись к Оханску. Времени на раздумья не было. Военно-революционный комитет объявил в уезде военное положение. Большинство делегатов прямо со съезда ушли на передовую. Во всех волостях прошла партийная мобилизация. В Оханске оперативно, в течение суток, был создан добровольческий коммунистический отряд и направлен на ликвидацию прорыва. Военным руководителем партизанского отряда назначили, имеющего военный опыт, Богомягкова. В первой же боевой операции против мятежников С. Н. Богомягков с тридцатью кавалеристами освободил волостное село Шлыки, обратив вражескую роту в бегство. Возглавляемый им партизанский отряд, участвовал в подавлении Ижевско-Воткинского восстания на территории Частинского округа в Оханске, Осе и Ижевске. 9 января 1919 г. добровольно вступил в Рабоче-крестьянскую Красную армию. Участник Гражданской войны в России на Восточном фронте где был начальником штаба 2-й стрелковой бригады 30-й стрелковой дивизии 3-й армии, кроме того ему было поручено временно замещать начальника отдела военно-полевого контроля в штабе дивизии. Таким образом, к основным обязанностям, довольно ответственным, прибавились новые, не менее важные. Приходилось собирать сведения о противнике и передавать их руководству дивизии и в штаб армии. Богомягков успешно справился со всеми задачами. Военный опыт и хорошее знание родного края позволили ему и товарищам умело вести разведку. Сводки отдела отличались точностью, лаконичностью, оперативностью. Также он был помощником, старшим помощником начальника штаба 30-й стрелковой дивизии по оперативной части. Колчаковские войска подходили к Перми. Под напором превосходящих сил противника части Красной армии вынуждены были отходить на запад. 30-я стрелковая дивизия в упорных боях с большим трудом сдерживала наступление врага. Перед командиром дивизии В. К. Блюхером стояла исключительно сложная задача: вывести свои войска из-под удара и, выиграв время, закрепиться на выгодном рубеже, накопить силы к наступательным боям. Наступила весна. Но как только подсохли дороги боевые действия усилились вновь. 3 июня колчаковцы потеснили 29-ю и 30-ю дивизии. Твёрдым орешком для белогвардейцев оказался камский рубеж в районе Оханска. Красноармейцы, в большинстве — жители окрестных волостей, самоотверженно защищали свой отчий дом, отстаивали новую, свободную от эксплуатации и гнета жизнь. Тогда противник решил перегруппировать силы и пойти в оход города. Крупные силы колчаковцев быстро обходили дивизии с юго-востока. За селом Острожка, в пятнадцати километрах западнее Оханска, белые пересекли тракт и начали окружать арьергард 2-й бригады. Богомягков оказался на этом участке обороны старшим воинским начальникам. Именно ему нужно было срочно найти выход из опасного положения. И он нашёл этот выход, приняв дерзкое решение: самим атаковать врага в направлении Оханска. Неожиданный для колчаковцев бросок красноармейцев сделал свое дело. Противник снова был отброшен с захваченной им территории. Части 2-й стрелковой бригады вышли из грозившего им окружения, захватили пленных и обоз с патронами. Однако, 24 декабря 1918 г. Пермь перешла в руки белогвардейцев. Благодаря энергичным мерам, принятым комиссией ЦК партии во главе с Ф. Э. Дзержинским и И. В. Сталиным, 3-я армия быстро оправилась и вновь обрела грозную силу. Все эти мероприятия позволили Красной Армии активизировать наступательные бои. Красные части 1 июля заняли Пермь, а 15 июля — Екатеринбург. С 20 мая по 14 июня и с 6 августа 1919 г. Богомягков стал начальником штаба 30-й стрелковой дивизии и добивал войска Колчака в Сибири. В солнечный морозный день 7 марта 1920 года бойцы 30-й стрелковой дивизии стройными рядами с развевающимися заменами шли по многолюдным улицами Иркутска. Реввоенсовет Республики наградил дивизию почётным революционным Красным знаменем. Несколько позже по просьбе трудящихся 30-й стрелковой дивизии было присвоено имя Иркутской, а Богомягкова за мужество и героизм, проявленные в борьбе с врагами Советской власти, наградили орденом Красного знамени. После разгрома Колчака дивизия направлялась на новые боевые дела, на защиту Родины от врагов, на Южный фронт. С 28 декабря 1920 г. начальник штаба и врид командира с 3 февраля 1921 г. 3-го конного корпуса, который после разгрома Врангеля участвовал в боях против банд Махно. С 28 сентября 1921 г. начальник штаба 18-й стрелковой дивизии.
После Гражданской войны начальник штаба 48-й стрелковой дивизии, затем начальник штаба и с 25 сентября 1923 г. врид командира 2-го стрелкового корпуса. В конце июля 1923 года в кабинет Богомягкова позвонили из Кремля. В. И. Ленин, несмотря на огромную загруженность делами и болезненное состояние, решил сам встретиться с командирами, которые готовили войска для смотра по случаю приезда в СССР премьер-министра Франции Эдуара Эррио. Степан Николаевич прибыл в Кремль вместе с командующим войсками МВО Мураловым Н.И. После небольшого ожидания в приемной они были приглашены в кабинет к Ленину. — Я до сих пор помню, — вспоминал позже Богомягков, — как горяча была его ладонь: он ещё не полностью оправился от болезни. Разговор о том, что и как показать Эррио, длился всего несколько минут, но он на всю жизнь остался в памяти Степана Николаевича. На премьер-министра Франции всё увиденное в СССР оказало глубокое впечатление и 28 октября 1924 года между Францией и Советским Союзом были установлены дипломатические отношения. С 5 июня 1924 г. — начальник Управления Московского военного округа. В резерве Главного управления РККА. С 4 мая 1925 г. — командир 10-го стрелкового корпуса. В 1926 году закончил Курсы усовершенствования высшего начальствующего состава при Военной академии РККА имени М. В. Фрунзе и затем был оставлен преподавателем в академии. С июня 1929 г. — начальник 5-го Управления (боевой подготовки) Штаба РККА. В 1929 г. повторно слушатель КУВНАС при Военной академии РККА им. М. В. Фрунзе. С ноября 1930 г. командир 8-го стрелкового корпуса (г. Житомир). С 15 февраля 1931 г. — начальник командного факультета Военно-воздушной академии имени проф. Н. Е. Жуковского, с марта того же года — главный руководитель оперативно-тактического цикла той же академии, однако спустя месяц по необоснованному обвинению был арестован органами ОГПУ по делу «Весна». Под следствием находился более года. Будучи освобожден, в августе 1932 г. возвратился в ряды РККА, получив назначение на должность начальника 3-го управления Управления ВВС РККА. С февраля 1933 г. — начальник Управления боевой подготовки ВВС РККА. С июля 1934 г. — помощник инспектора высших военно-учебных заведений РККА, а с января 1935 г. — заместитель начальника 2-го отдела Штаба РККА. В конце 1935 г. снова оказался под следствием. В октябре 1935 г. Военная коллегия Верховного суда СССР приговорила его и ещё двух работников Управления ВВС РККА к наказанию за якобы должностные преступления. Три недели спустя по ходатайству наркома обороны К. Е. Ворошилова Президиум ЦИК СССР принял постановление об их досрочном освобождении и снятии судимости «как ценный работник». После возвращения персональных воинских званий в РККА, введённых Постановлениями ЦИК СССР № 19 и СНК СССР № 2135 от 22 сентября 1935 года, Богомягкову было присвоено звание комкора. С марта 1936 г. начальник штаба Особой Краснознаменной Дальневосточной армии.
Подвергся репрессиям. Арестован 16 февраля 1938 г. Военной коллегией Верховного суда СССР 15 марта 1939 г. осужден по обвинению во вредительской деятельности, участии в контрреволюционной организации (РОВС) и террористических намерениях, но окончательного решения по делу вынесено не было, дело выделено в отдельное производство и направлено на доследование. Военной коллегией Верховного суда СССР 11 июля 1941 г. по статьям 58-1 «б», 58-8, 58-9, 58-11 Уголовного кодекса РСФСР по обвинению в участии в военном заговоре приговорен к 10 годам заключения в исправительно-трудовом лагере. Наказание отбывал в Устьвымлаге, где был на общих работах, затем экономистом в плановой части. В годы Великой Отечественной войны неоднократно обращался с заявлениями об отправке на фронт, но получал отказ. Наказание отбыл полностью и был освобождён из-под стражи. В 1949 г. вновь арестован и отправлен в ссылку в Красноярский край, где находился до 1954 г. Затем проживал в г. Фергана Узбекской ССР. Определением Военной коллегии верховного суда СССР от 7 апреля 1956 г. реабилитирован и ему было присвоено звание генерал-лейтенант в отставке. Персональный пенсионер. Последние годы своей жизни провёл на своей родине. Здесь он, несмотря на возраст, вёл активную общественную деятельность: работал в Осинском районном комитете ветеранов Гражданской войны, выступал с воспоминаниями перед учащимися и допризывниками, писал мемуары, вёл большую переписку с бывшими однополчанами. Умер и похоронен с воинскими почестями в Осе Пермской области 15 сентября 1966 г.

## Воинские чины и звания
- Прапорщик — 29.09.1916
- Подпоручик
- Поручик
- Штабс-капитан — 1917
- Комкор — 20.11.1935[8]
- Генерал-лейтенант в отставке — 1956.

## Награды
Орден Красного Знамени (1923)
Серебряный портсигар и золотые часы.

## Память
Его имя носят улицы села Беляевка, городов Осы и Оханска Пермского края, города Чита.